# Lim (fiume)
Lim (in cirillico: Лим) è un fiume che scorre in Montenegro, Serbia e Bosnia ed Erzegovina. Il nome deriva dal termine latino limes (confine).
Il Lim, lungo 220 km, è il maggiore affluente della Drina e il principale fiume del Sangiaccato.